# Épalinges
Épalinges is een gemeente en plaats in het Zwitserse kanton Vaud, en maakt deel uit van het district Lausanne. Épalinges telt 8.922 inwoners (2013).
In Épalinges is het noordelijk eindpunt (station Croisettes) van lijn M2 van de metro van Lausanne. Ook is het hoofdkantoor van de European Golf Association (EGA) in de gemeente huisgevest.